# Outfit7
Outfit7 é uma desenvolvedora de videogames eslovena, mais conhecida como criadora do aplicativo Talking Tom & Friends e da franquia de mídia. A empresa foi fundada por Samo e Iza Sia Login. A empresa opera em 7 estúdios em todo o mundo e se concentra quase exclusivamente em jogos para celular relacionados à franquia Talking Tom & Friends. Em janeiro de 2017, a empresa foi adquirida pela United Luck Consortium e depois vendida para Zhejiang Jinke por mais de US$ 1 bilhão. A empresa também possui HyperDot Studios.

## História

### Fundação e primeiros anos
A Outfit7 foi fundada por Samo e Iza Sia Login, que estudaram ciência da computação na faculdade e queriam entrar no negócio de aplicativos móveis após a estreia da Apple App Store. Em 2009, eles investiram US$ 250.000 (€ 180.000) com seis amigos e montaram um escritório em Ljubljana, Eslovênia, onde desenvolveram alguns aplicativos. Suas primeiras tentativas — um aplicativo de futebol, um guia de viagem para a Islândia e um "aplicativo de afirmação de riqueza" não tiveram sucesso. Após seis meses de tentativas, Iza Sia e Samo desenvolveram um aplicativo infantil chamado Talking Tom Cat, no qual um gato animado chamado Tom repetia em um "guincho agudo de hélio qualquer coisa que fosse falada no microfone de um iPhone", juntamente com outras reações à alimentação e carinho. 

### Talking Tom & Friends
A franquia Talking Tom & Friends foi criada com o lançamento do aplicativo Talking Tom Cat. Inicialmente, focava em gatos e cães antropomorfizados que repetiam o que era dito pelo usuário. Posteriormente, a franquia expandiu para outros tipos de aplicativos, como jogos de corrida infinita, jogos de animais virtuais, entre outros.
A franquia alcançou 300 milhões de downloads 19 meses após o seu lançamento. Em junho de 2013, os aplicativos da franquia atingiram a marca de um bilhão de downloads. Os aplicativos de Talking Tom & Friends já foram baixados mais de 12 bilhões de vezes até abril de 2020, atingindo 18 bilhões em março de 2022.